# Болу (місто)
Болу́ (грец. Βιθύνιον, лат. Bithynium, тур. Bolu) — місто у Туреччині, центр ілу Болу. Населення (на 2013 рік) становить 140 131 особу.

## Історія
Місто засноване бл. 2000 р. до н. е., входячи до складу держави Хатті. Близько 500 р. до н. е. увійшов до складу Віфінії.
За часів Римської імперії місто мало назву Клавдіополіс.
Відтоді і до 1325 року місто було під владою Візантії. 1325 року місто захоплене турками, включене до Османської імперії та перейменоване на Болу (Болі).

## Сучасність
Болу має статус торговельного центру, фактично це одна велика вулиця крамниць. Місто має університет, військові гарнізони і це змінило традиційний характер регіону.
У місті є цінні джерела підземних вод.

## Пам'ятки
Місто має ряд визначних туристичних об'єктів:
- Мечеть Улу-Каміі (14 стол.)
- Мечеть Каді-Каміі (14-15 ст.)
- Музей міста Болу з експонатами доби Хатті, Риму, Візантії та Османів
- Гарячі джерела kaplıcaları
- Кратерне озеро.